# Galán
Un galán es la clase de personaje masculino que es retratado como seductor y atractivo para la mayor parte de los personajes femeninos de la historia. Aparece en todo tipo de obras de ficción. A menudo el galán es rico y bien educado, pero también, puede ser de condición humilde.

## En el cine
Ejemplos de actores que han interpretado el papel de galanes:
- Rodolfo Valentino
- Ramón Novarro
- Clark Gable
- Cary Grant
- Sean Connery
- Tony Curtis
- Robert Redford
- Paul Newman
- Omar Sharif
- Brad Pitt
- Tom Cruise
- John Travolta
- Richard Gere
- George Clooney
- Antonio Banderas
- Henry Cavill